# Timbuktoo
|  | Denne artikel er oprettet af botten PalnaBot ud fra en ekstern database. Den kan derfor have sproglige fejl eller mangler. Denne skabelon kan fjernes efter kontrol af indholdet. |

Timbuktoo er en kortfilm instrueret af Tau Ulv Lenskjold efter manuskript af Tau Ulv Lenskjold.

## Handling
I en overbefolket fremtid, hvor ingen længere husker horisonten, mødes to mænd. De har hver især udviklet deres helt specielle måde at overleve på. Midt i den søvnløse elendighed udklækker de en fantastisk plan. Sammen forlader de deres kroppe og tager på en rejse til Timbuktoo via en magisk æske.